# Funkia sina
Funkia sina (Hosta sieboldiana) – gatunek byliny z rodziny szparagowatych o niebieskawozielonych, dużych liściach. 

## Morfologia
PokrójRoślina tworzy kępy o średnicy ok. 50 cm i wysokości do 1 metra.
LiścieO niebieskozielonym kolorze, z woskowym nalotem.
KwiatyW kolorze białym pojawiają się w lipcu.